# Piattaforma di ghiaccio Jones
La piattaforma di ghiaccio Jones  era una piattaforma glaciale che ricopriva il canale di Jones, fra la penisola Arrowsmith e l'isola Blaiklock, sulla costa occidentale della penisola Antartica, nella Terra di Graham, in Antartide.

## Storia
La piattaforma fu battezzata nel 1981 dal Comitato britannico per i toponimi antartici (in inglese UK Antarctic Place-Names Committee, UK-APC) che scelse il nome dal canale che la piattaforma ricopriva.
Tra il 1947, anno della sua scoperta, e il 1969, l'estensione della struttura era rimasta sostanzialmente stabile, con un'altezza che variava tra i 3 ed i 12 m sul livello del mare bloccando, di fatto, il canale. Negli anni settanta poi la piattaforma iniziò a ritirarsi fino a scomparire del tutto nel 2003.